# Надорожный Липовик
Надорожный Липовик — деревня в Грязовецком районе Вологодской области.
Входит в состав Комьянского муниципального образования, с точки зрения административно-территориального деления — в Ведерковский сельсовет.
Расстояние до районного центра Грязовца по автодороге — 40,5 км, до центра муниципального образования Хорошево по прямой — 14 км. Ближайшие населённые пункты — Гора, Кашино, Бель, Зимняк.
По переписи 2002 года население — 16 человек.
В 1955 году был установлен обелиск воинской славы в память о не вернувшихся с Великой Отечественной войны жителях близлежащих деревень.
В деревне родился генерал-майор милиции Михаил Зырин.